# Аль-Баккар-Шаркі
Аль-Баккар-Шаркі (англ. al-Bakkar Sharqi, араб. البكار شرقي) — поселення в Сирії, що складає невеличку друзьку общину в нохії Тасіл, яка входить до складу мінтаки Ізра в південній сирійській мухафазі Дара.